# السهول (قبيلة)
قبيلة السهول  قبيلة هوازنية مضرية عدنانية من قبائل شبه الجزيرة العربية تستوطن نجد، وتتواجد في وسط وغرب وشرق شبه الجزيرة العربية.

## نسبها
يعود أصل السهول إلى قبيلة هوازنية القيسية مضرية عدنانية
هم بنو سهل بن أنس بن ربيعة بن كعب بن أبي بكر بن كلاب بن ربيعة بن عامر بن صعصعة بن معاوية بن بكر بن هوازن بن منصور بن خصفة بن قيس عيلان بن مضر بن نزار بن معد بن عدنان. قال علامة الجزيرة حمد الجاسر: «السهول: من بني عامر بن صعصعة». قال: «السهول من بني عامر من العرب العدنانية الصريحة النسب».

## فخوذها
تنقسم قبيلة السهول إلى عشرة بطون:
آلبرازات : آل راشد، آل رشيد
آل محيميد : المراطين، الشعف.
آلظهران : آلسويدان" آل حمضة، آل زايد، آل منيخر، الفطامين، آل عبود
آلزقاعين : رويضان، آل ثنيان، آل خضير، آل شلهوب، آل دمخ، ال حماضين، آل سيف، ال طرجم، القناعات.
آل صعوب : آل مدهش، آل علي، آل مفرح، آل مقحص.
آل عبيد : آل قطيان، آل جربوع.
القبابنه : الشخاتلة، المحاركة، السواقين، آل غليظ، الحوازمة، آل جلال، آل جريبة، آل زيد، العناقيد، آل ذيب.
المحانيه : آل فضل، آل فالح، آل حمود، آل فليح، آل عريفج.
المحلف : آل هويمل، الرصعان، آل عتيق، ابوجدعه.
آل منجل : آل مفرج، آل عليان، آل الوعلة.

## في الشعر
- قال أحد شعراء من السهول بعد معركة قديمة جرت بين قومه السهول وسبيع وبين شريف مكة.[1]
- إنا بني عامر هل الجود والصخــــا
- سهول وسبعان تحوش الغنــــــايم
- نا بني عامر إلى صاح صايح
- على الخيل عجلات تلاوي الشكايم
- تناخوا بعامر واقتفى العج خيـلهم
- وجمع المعادي راح منـــهم قسايم
- وقال آخر:
- إنا من بني عامر لا عسكر الدخان
- اليا حل عند الخيل سو البــلا فيها
- لي لابة مرباعها يمه الصمان سهول
- عشي الطير من جدع أياديها
- مصاييفها في نجد والعرق والوديــان
- مع البل جنبها دايــم ماتخليـها

## مساكنها
حافظت قبيلة السهول على منازل أسلافها من بني عامر بن صعصعة، وهي المنازل التي حددها الجغرافيون والبلدانيون العرب، ولم تزل قبيلة السهول تنزل هذه المنازل وتتنقل بينها. ومنها: العرض، العارض، العويرض، ورويغب في منطقة الرياض والكويت والعراق وقطر والبحرين. وقد أشار إلى ذلك كثير من الجغرافيين، منهم الشيخ محمد بن عبدالله بن بليهد قال:
«السهول كانوا يتوغلون في نجد ويستوطنون سواد باهلة المعروف بالعرض، ثم انسحبوا منه ولم يبقى بأيديهم سوى الرويضة المعروفة برويضة العرض».
وقال الشيخ سعد بن جنيدل:
"كانت قبيلة السهول مسيطرة على بلاد عرض شمام.